# パトリック・フェメルリンク
パトリック・フェメルリンク（Patrick Femerling）ことパトリック・オリバー・フェメルリンク（Patrick Oliver Femerling, 1975年3月4日 - ）は、ドイツの元プロバスケットボール選手である。ハンブルク出身。ポジションはセンター。

## 来歴
FCバルセロナに在籍した2002-2003シーズン、ユーロリーグで優勝した。
バスケットボールドイツ代表として、2005年欧州選手権で準優勝している。